# Симеон Мисов
Симеон Михайлов (Мисов) е български учител, свещеник и революционер, деец на Вътрешната македоно-одринска революционна организация.

## Биография
Мисов е роден на 23 май 1870 година в Тетово, в Османската империя, днес Северна Македония. Брат е на Григор Михайлов. Завършва средно образование. В периода 1885 – 1912 година е учител в Тетово и е член на околийския комитет на ВМОРО. Арестуван е през пролетта на 1903 година и лежи в затвора. По-късно Мисов е ръкоположен за свещеник и служи в Софлу и Брацигово.
Симеон Мисов умира на 29 декември 1940 година в Брацигово.